# Rutan Long-EZ
Die Rutan Long-EZ ist ein Flugzeug in Canardbauweise, das von Burt Rutans Firma Rutan Aircraft Factory unter dem Projektnamen Model 61 entworfen wurde. Ziel des Entwurfs ist ein Flugzeug, das große Flugstrecken ökonomisch zurücklegt und im Eigenbau zu fertigen ist.

## Konstruktion
Die Long-EZ wurde auf Basis der Rutan VariEze entworfen. Da es sich um Eigenbauten handelt, sind viele größere und kleinere Modifikationen an den einzelnen Flugzeugen zu finden. Gegenüber dem Vorgängermodell wurde insbesondere der Flügel vergrößert und mit größeren Strakes ausgestattet, um die Treibstoff- und Gepäckkapazität zu erhöhen. Der Flügel mit einem modifizierten Eppler-1230-Profil weist des Weiteren weniger Pfeilung auf. Außerdem wurde der Antrieb verändert, um den bei der VariEze nötigen Ballast in der Nase zu eliminieren.
Da das Flugzeug in Form von Bauplänen vertrieben wurde, sind die nötigen Fertigungstechniken auf die Möglichkeiten von versierten Eigenbauern zugeschnitten. Der Rumpf wurde z. B. aus einem Schaumstoffblock herausgearbeitet, mit GFK beschichtet und die dadurch entstandene Hülle anschließend ausgehöhlt.

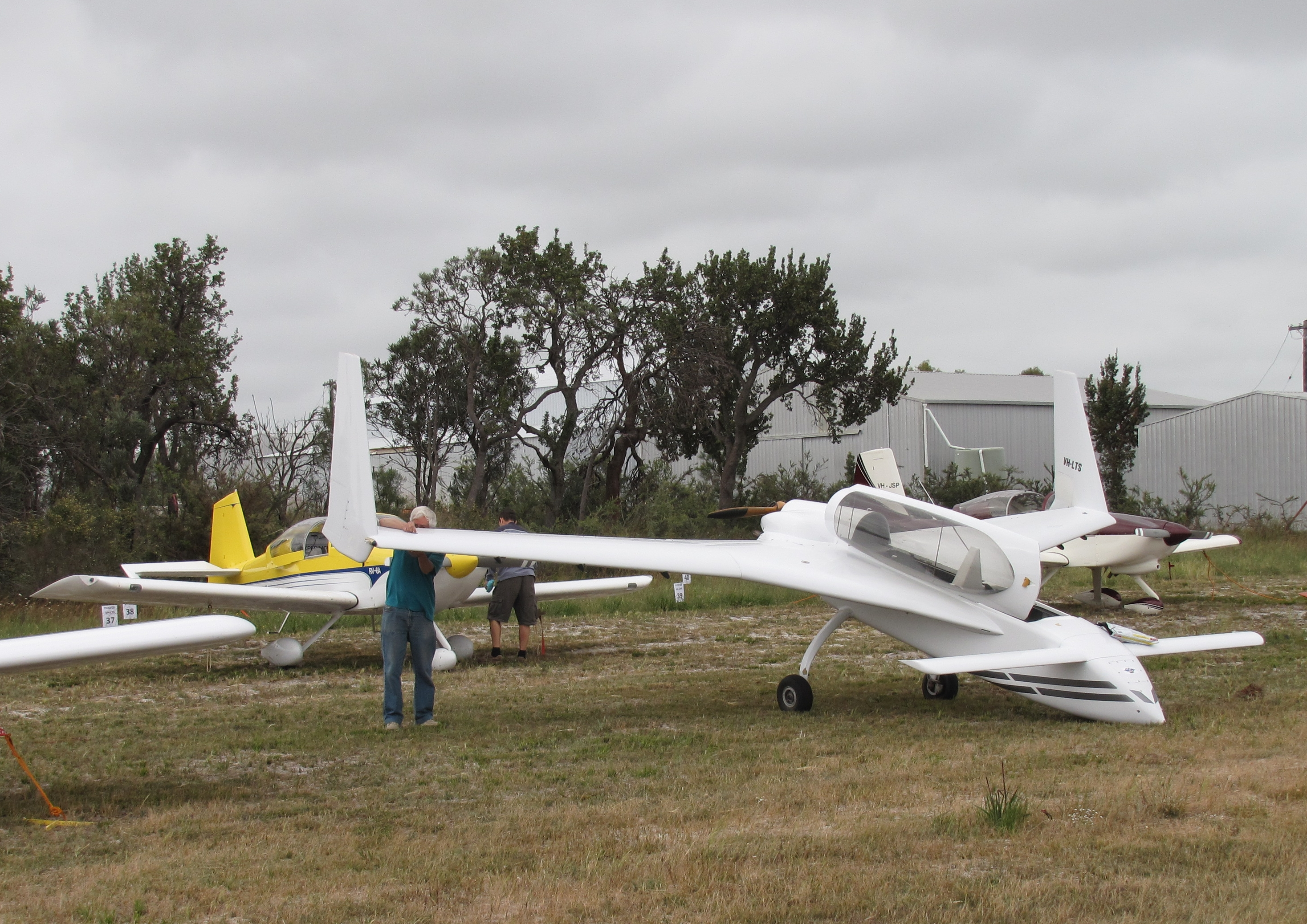
Auf der Nase abgelegte Long-Ez

Das Bugfahrwerk ist einziehbar, während das Hauptfahrwerk starr ausgeführt ist. Da der Schwerpunkt ohne den Piloten im vorderen Rumpfbereich sehr nahe am Hauptfahrwerk liegt, tendiert die Long-EZ im abgestellten Zustand aufgrund von Wind nach hinten zu kippen. Deshalb wird nach dem Aussteigen des Piloten üblicherweise das Bugfahrwerk wieder eingefahren und das Flugzeug auf der Flugzeugnase abgelegt.

## Nutzung
Die Long-EZ erfreut sich großer Beliebtheit. Inzwischen sind alleine bei der FAA ungefähr 700 Exemplare registriert.
1981 stellte Dick Rutan mit 4563,35 NM (8451 km) einen Streckenrekord in der Klasse C1B (< 1000 kg) auf. Burt Rutan selbst stoppte Mitte der 1980er Jahre seine Beteiligung an der Long-EZ und seinen anderen Selbstbau-Designs, als er die Rutan Aircraft Factory schloss, um möglichen Klagen zu entgehen.
Im Jahr 1997 starteten Dick Rutan und Mike Melvill zu ihrer Spirit of EAA Friendship World Tour. Sie umrundeten die Erde und überflogen den Atlantik in 14,8 Stunden von Recife nach Abidjan. Das längste Teilstück ihrer Reise führte sie in einem 17-stündigen Nonstopflug über den Indischen Ozean von Réunion auf die Kokosinseln.
Zu Versuchszwecken wurde ein Long-EZ von XCOR Aerospace mit einem Raketentriebwerk ausgerüstet. Im Dezember 2005 flog die nun als EZ-Rocket bezeichnete Maschine vom Mojave Air & Space Port zum 9,94 NM (= 18,4 km) entfernten California City Municipal Airport. Dafür wurde ihr von der National Aeronautic Association (NAA) der Rekord für den längsten Flug eines raketengetriebenen, vom Boden gestarteten Flugzeugs zuerkannt.

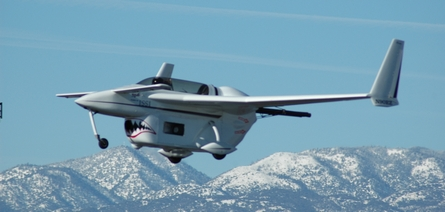
Rutan Long-EZ mit PDE

Am 31. Januar 2008 hob erstmals ein Flugzeug mit einer Pulse Detonation Engine (PDE) vom Mojave Air & Space Port ab. Dazu wurde eine Long-EZ vom Air Force Research Laboratory und Innovative Scientific Solutions mit einer PDE ausgerüstet, und auf den Namen Borealis getauft. Das Triebwerk bestand aus vier Röhren mit einer Pulsfrequenz von 80 Hz, welches 890 Newton Schub erzeugte. In Vorversuchen wurden verschiedene Treibstoffe getestet, letztlich wurde der Flug mit raffinierten Octanen durchgeführt. Der Start vom Boden wurde mit einer kleinen Hilfsrakete durchgeführt. In der Luft lief das PDE für etwa 10 Sekunden, in einer Höhe von ungefähr 30 m. Das Flugzeug ist heute im National Museum of the United States Air Force ausgestellt.
Am 19. Juli 2012 erzielte Chip Yates mit einer Maschine dieses Typs, welche er mit einem elektrischen Antrieb ausgestattet hatte, einen neuen Geschwindigkeitsrekord für elektrisch betriebene Flugzeuge.

## Technische Daten
| Kenngröße             | Daten                                 |
| --------------------- | ------------------------------------- |
| Besatzung             | 1                                     |
| Passagiere            | 1                                     |
| Länge                 | 5,12 m                                |
| Spannweite            | 7,96 m                                |
| Höhe                  | 2,4 m                                 |
| Flügelfläche          | 7,617 m²                              |
| Leermasse             | 322 kg                                |
| max. Startmasse       | 601 kg                                |
| Höchstgeschwindigkeit | 298 km/h (161 kts)                    |
| Reisegeschwindigkeit  | 232 km/h (125 kts)                    |
| Dienstgipfelhöhe      | 8230 m                                |
| Steigrate             | 6,9 m/s                               |
| Reichweite            | 3235 km                               |
| Triebwerke            | ein Lycoming O-235 mit 115 PS (86 kW) |